# صفاء جلال
صفاء جلال (17 فبراير 1974 -)، ممثلة مصرية.

## عن حياتها
خريجة كلية الآداب من جامعة الإسكندرية، كانت بدايتها الفنية منذ دخولها الكلية حيث اكتشفها مخرج الإعلانات جورج دوز ورشحها للقيام بتمثيل دور في مسرحية من إخراج المخرج جلال الشرقاوي الذي منحها اسمه ليصبح اسمها الفني صفاء جلال، وكانت من هنا البداية لمشوار مثمر بالادوار المتميزة حيث عملت مع عدد كبير من عملاقة التمثيل في مصر منهم كمال الشناوي، فؤاد المهندس، معالي زايد، وتنوعت ادورها بين الصعدية والبنت الشابة والحبيبة واضافت المزيد على ادوارها من دراما إلى كوميديا.

## أعمالها

### مسلسلات
| - طاقة نور:2017 - يا أنا يا إنتي:2015 - بعد البداية:2015 - لما تامر ساب شوقية:2015 - صاحب السعادة:2014-عواطف - أنا عشقت:2014 - تحت الأرض:2013-نجاة/نوجا - مدرسة الأحلام:2013 - أخت تريز:2012 - بنات في بنات:2012 - الزناتي مجاهد:2011-ام اللول - الريان:2011-مديحة - إختفاء سعيد مهران:2010 - شطحات نسائية - حكايات البنات:2009 - الرجل والطريق:2009 | - حدف بحر:2009 - عبودة ماركة مسجلة:2009-امل - حكايات وبنعيشها (مجنون ليلى):2009 - هانم بنت باشا:2009 - أولاد الحلال:2009 - جدار القلب:2008 - بنت من الزمن ده:2008-مسغونة - هيمه أيام الضحك والدموع:2008-سعاد أخت أبراهيم - لحظات حرجة:(ج1، 2، 3) (2007، 2010، 2012)-حنان - من أطلق الرصاص على هند علام:2007 - حاسبوا منه:2007 - كشكول لكل مواطن:2006 - أحلام لا تنام:2006 - القاهرة 2000: 2006 - العندليب حكاية شعب:2006-قريبة لعبد الحليم من قرية الحلوات | - ريا وسكينة:2005-فردوس فضل الله - الإمام محمد عبده:2005 - أرض الرجال:2005 - أحلام في البوابة:2005 - قلبي يناديك:2004 - المهنة طبيب:2004 - أوراق مصرية: (ج3)2004 - ملاعيب شيحة:2004 - كلمات:2003-زوزو - آخر المشوار:2003 - حرس سلاح:2002 - لدواعي أمنية:2002 - الخيول:2002 - نساء في الغربة:2000 - أمشير:2000 | - محاكمة الليالي:2000 - أم كلثوم:1999-حلبسّة خادمة منيرة المهدية - بدارة:1999-سمرا - امرأة من زمن الحب:1998-زوزو - الضوء الشارد:1998 - القنفد:1997 - مرفوع مؤقتا من الخدمة:1997-حافظه - التوأم:1997 - وإنت عامل إيه؟:1997 - هوانم جاردن سيتي:(ج1، 2) (1997، 1998)-صفية العالمة - عوضين وإمبراطورية عين:1997 - عندما تتحرك الجبال:1996 - الصبار:1995 - صنايع صنايع - الدنيا و ما فيها |

### أفلام
| - آخر ورقة:2015 -ليلى - 3 فبراير:2012 - الخروج (الخروج من القاهرة):2011 | - كان يوم حبك:2005 - سحر العيون:2002 - أطلانتس: الإمبراطورية المفقودة:2001 -هيلجا | - عليه العوض:200-باتعه / سالى - ولا في النية أبقى:1999 -هدى - البطل:1998 -صديقة ياسمين |

### أخرى
| - سهرة تلفزيونية: بريق الوهم:2004 - سهرة تلفزيونية:النجم الذي هوى:2002-نهلة - سهرة تلفزيونية:بصمه في الظلام:2001 - سهرة تلفزيونية:نداء الورد:2000 - سهرة تلفزيونية:صفقة مضمونة - سهرة تلفزيونية:الدنيا لما تلف - سهرة تلفزيونية:أحلام الناس الغلابة | - سيت كوم: الهلالى سلالم:2012-شافكي - سيت كوم: قناة اطفال كوم:2010-ضيف شرف - سيت كوم: شطحات نسائية:2009 - سيت كوم: راجل وست ستات (ج3):2008 - فيلم قصير:أسانسير خمس نجوم:1999 | - مسرحية: الأم الشجاعة:2016 - مسرحية: اولاد الغضب والحب:2010 - مسلسل إذاعي: نقطة نور:2013 - مسلسل اذاعي-ممثل - مسلسل اذاعي:يا خميس يا جمعة:2008 | - فوازير:أبيض وإسود تاني:1997 - فوازير: جيران الهنا:1997 - فوازير: عمو فؤاد مصر أم الدنيا قناة فضائية - فوازير:مدرسة عمو فؤاد |

## روابط خارجية
- صفاء جلال على موقع IMDb (الإنجليزية)
- صفاء جلال على موقع الدهليز
- صفاء جلال على موقع قاعدة بيانات الأفلام العربية
- صفاء جلال على موقع قاعدة بيانات الفيلم (الإنجليزية)